# Svobodné město Krakov
Svobodné město Krakov (celým názvem polsky Wolne, Niepodległe i Ściśle Neutralne Miasto Kraków z Okręgiem), někdy i Republika krakovská  (polsky Rzeczpospolita Krakowska, německy Republik Krakau) jsou názvy malého státního útvaru, který vznikl v roce 1815 pod patronátem Rakouska, Pruska a Ruska. Zahrnoval město Krakov s okolím v rozloze asi 1200 km² a s 95 až 146 tisíci obyvateli. Zpočátku liberální republika, od roku 1833 spíše protektorát až v roce 1846 byl městský stát po nezdařeném povstání anektován Rakouskem.
Svobodné město formálně vzniklo 3. května 1815 rozhodnutím Vídeňského kongresu jako pozůstatek Varšavského knížectví a stalo se centrem kulturních a politických aktivit rozděleného Polska, mimo jiné i díky Jagellonské univerzitě, která přijímala studenty ze všech tří částí rozděleného Polska.
Státeček se rozkládal kolem města Krakova, přičemž zahrnoval i města Chrzanów, Trzebinia a Nowa Góra a 224 vesnic. Území mělo hranice s Ruským impériem, Pruským královstvím a Rakouským císařstvím, přičemž tyto tři státy vykonávaly kontrolu nad jeho politikou. Ústava z roku 1815 zaručovala státečku značnou autonomii a definovala jej jako republiku.
Šlo o první republiku v dějinách Polska. Zákonodárnou moc měl parlament (Izba Reprezentantów), moc výkonnou měl Senát. Parlament byl volen, přičemž aktivní volební právo měly osoby platící nejméně 50 zlatých domovní daně, duchovní, učitelé, svobodná povolání, bohatší kupci a zemědělci. Kandidovat směla jen osoba, která absolvovala polskou univerzitu. Parlament měl původně 41 členů, z toho 26 bylo voleno přímou volbou, po 3 jmenovala univerzita, krakovská kapitula a Senát, šest míst bylo soudců. Senát měl funkci vlády a měl zpočátku 12 členů a předsedu. Členové byli v počtu osmi voleni parlamentem a po dvou jmenovala kapitula a univerzita. Předseda Senátu byl zpočátku volen parlamentem a vykonával funkci hlavy státu, později jeho volba musela být potvrzena ochrannými mocnostmi. Po nezdařeném povstání byla přijata v roce 1833 nová ústava, která snížila počet poslanců na 30, senátorů na 8 a omezila autonomii země. Státeček neměl právo na vlastní zahraniční politiku, takže jeho zahraniční zájmy zastupovaly „ochranné mocnosti“. Zpočátku disponoval vlastní policií, ale od roku 1836 zde působila rakouská policie. Armáda měla 500 pěšáků a 50 jezdců a byla podřízena rakouskému důstojníkovi. Zákony byly založeny na Napoleonově občanském zákoníku a na francouzském obchodním a trestním právu. Soudci byli jmenováni parlamentem a odvolacím soudem byla právnická fakulta univerzity.
Do roku 1835 se zde platilo polským zlotým, poté byla ražena vlastní měna krakovský zlotý. Svobodné město bylo bezcelní zónou a byly zde velice nízké daně, takže ve městě vzkvétal obchod a podnikání. Jeho bouřlivý hospodářský rozkvět je příkladem Laissez faire, když například počet obyvatel stoupl z 95 tisíc v roce 1815 na 146 tisíc v roce 1843. Pruští tkalci například používali svobodné město jako cestu k pašování neprocleného textilu.
Během polského povstání proti Rusku v roce 1830 bylo město použito k pašování zbraní povstalcům, což vedlo k zpřísnění dohledu ochranným mocností nad městem a změně ústavy. V roce 1835 mocnosti uzavřely tajnou smlouvu, že v případě dalšího polského povstání má Rakousko právo obsadit a anektovat Krakov. V letech 1836 až 1841 byl státeček vojensky obsazen Rakouskem. V roce 1846 vypuklo takzvané krakovské povstání, které však bylo rychle potlačeno a Svobodné město Krakov bylo připojeno k Rakouskému císařství jako Velkovévodství Krakovské.